# 沖縄県道153号線
沖縄県道153号線（おきなわけんどう153ごうせん）は沖縄県浦添市牧港と那覇市首里平良町とを結ぶ一般県道。

## 概要

### 区間
- 起点：浦添市牧港（国道58号）
- 終点：那覇市首里平良町（沖縄県道241号宜野湾南風原線）
- 総延長：6.92 km
- 実延長：5.81 km

### 通過自治体
- 浦添市－那覇市

### 交差する路線
- 国道58号（起点）
- 沖縄県道251号那覇宜野湾線（浦添市伊祖、現道のみ交差・バイパスは通過のみ）
- 国道330号（同、バイパスのみ交差・現道は通過のみ）
- 沖縄県道38号浦添西原線（浦添市安波茶）
- 沖縄県道241号宜野湾南風原線（終点）

### バイパス
- 浦添市牧港（国道58号） - 伊祖（国道330号）

### 主要施設
- 浦添運動公園（浦添市仲間）
  - 浦添市民球場（東京ヤクルトスワローズ春季1軍キャンプ地）
- 浦添大公園（同）
- 沖縄県立浦添工業高等学校（浦添市経塚）
- サンエー経塚シティ（同）

### 路線バス
- 47番・てだこ線（沖縄バス）　浦添市経塚
- 55番・牧港線（琉球バス交通） 浦添市牧港 - 安波茶
- 87番・赤嶺てだこ線（沖縄バス）　浦添市経塚
- 99番・天久新都心線（琉球バス交通） 浦添市牧港 - 伊祖
- 112番・国体道路線（琉球バス交通） 浦添市牧港 - 伊祖（バイパス区間）
- 191番・城間（一日橋）線（東陽バス） 浦添市安波茶 - 那覇市首里平良町

## 歴史・特徴
- 戦前から牧港と首里を結ぶ道路として存在し、1953年（昭和28年）に琉球政府道153号線として指定。1972年（昭和47年）の本土復帰と同時に県道153号線となる。
- 起点 - 安波茶交差点の区間は道路状態がよいが（起点部は初期のバイパスとして改良されている）、安波茶交差点 - 終点部は道路状況がよくなく、特に安波茶交差点付近と那覇市内の区間は道幅が狭くかつ終点部は渋滞している。現在はその区間を中心に整備が進んでいる。
- 浦添市牧港 - 伊祖は国道58号に向けて渋滞するのと、国道330号をオーバーパスしているため、1987年（昭和62年）に牧港の国道58号と伊祖の国道330号とを結ぶバイパスが開通した。このバイパス開通で国道330号と国道58号とのアクセスがスムーズになったのとともに、宜野湾市の沖縄コンベンションセンターへアクセスしやすくなった（牧港では1999年（平成11年）に国道58号の立体高架橋、2000年（平成12年）には同国道の宜野湾バイパスが全線開通している）。なおこのバイパスは復帰前から計画されており、当時は政府道41号線（のバイパス）として計画されていた。